# Natasha Page
Natasha Nicole Page (* 30. April 1985 in Gloucester) ist eine ehemalige britische Ruderin.

## Sportliche Karriere
Natasha Page begann 1996 mit dem Rudersport. 2001 belegte sie den sechsten Platz im Doppelvierer bei den Junioren-Weltmeisterschaften im Rudern, 2002 wurde sie Achte. 2003 trat sie im Vierer ohne Steuerfrau an und gewann die Silbermedaille. Im Jahr darauf siegte der britische Vierer mit Natasha Page, Beth Rodford, Anna Bebington und Alison Knowles zunächst im Ruder-Weltcup von Luzern und dann bei den U23-Weltmeisterschaften.
2005 rückte Natasha Page in den britischen Achter auf. Bei den Weltmeisterschaften 2005 belegte sie den fünften Platz. Im Jahr darauf verpasste der britische Achter bei den Weltmeisterschaften vor heimischem Publikum in Eton das A-Finale und belegte nur den achten Platz. 2007 ruderte Page bei den Weltmeisterschaften in München zusammen mit Beth Rodford im Zweier ohne Steuerfrau und belegte den zwölften Platz. 2008 kehrte Page in den Achter zurück und erreichte bei den Olympischen Spielen in Peking den fünften Platz.
Ebenfalls auf den fünften Platz fuhr der britische Achter bei den Weltmeisterschaften 2009. Bei den Weltmeisterschaften 2010 folgte der vierte Platz. Im vorolympischen Jahr 2011 gewann der britische Achter die Bronzemedaille bei den Weltmeisterschaften in Bled. Zum Abschluss ihrer Karriere belegte Natasha Page mit dem britischen Achter noch einmal den fünften Platz bei der in Eton ausgetragenen Olympischen Regatta 2012.